# Live! (밥 말리 & 더 웨일러스의 음반)
| 전문가 평가              | 전문가 평가 |
| 평가 점수                | 평가 점수   |
| 출처                     | 점수        |
| ------------------------ | ----------- |
| Allmusic                 | 4.5/별      |
| Christgau's Record Guide | A–          |
| Rolling Stone            | link        |

《Live!》는 1975년 7월, 런던 라이시엄 극장에서 콘서트에서 라이브로 녹음된 밥 말리 & 더 웨일러스의 1975년 라이브 음반이다. 이 공연은 말리의 가장 유명한 공연 중 하나이고, 〈No Woman, No Cry〉는 싱글로 발매되었다.

## 배경
1975년 7월 17일과 18일, 런던 라이시엄 극장에서 열린 밥 말리 & 더 웨일러스의 공연은 아일랜드 레코드 직원 대니 할러웨이가 롤링 스톤스 이동식 스튜디오를 이용해 녹음했다. 최종 음반에 수록된 트랙들은 대부분 7월 17일 공연에서 선택되었으며, 〈Lively Up Yourself〉는 17일에 연주되지 않아 18일 공연에서 수록되었다.
《사운즈》 잡지의 사진작가였던 케이트 사이먼 (1978년 밥 말리의 음반 《Kaya》의 커버 사진을 촬영한 인물)은 당시를 이렇게 회상했다. "그날 밤 제가 본 광경을 전혀 예상하지 못했어요. 스티브 매퀸만큼 잘생긴 사람이, 그 어떤 밴드보다도 완벽하게 호흡을 맞춘 그룹과 함께 연주하는 모습을 보는 것 같았어요. 그리고 단순히 훌륭한 목소리만 들리는 게 아니라, 신념과 진실, 올바른 일을 하자는 메시지를 전달하고 있었죠. 원래 춤을 잘 추지 않는 저까지 춤추게 만들 정도였으니까요. 원칙을 노래하면서도 이렇게 사람들을 움직이게 할 수 있다니, 정말 대단했어요."
17일 콘서트에서 크리스 블랙웰은 〈No Woman, No Cry〉에 대한 관객들의 반응을 주목했다.
음반의 프로듀서는 밥 말리 & 더 웨일러스, 스티브 스미스, 크리스 블랙웰로 명시되었다.

## 발매
이 음반은 1975년 12월 5일, 아일랜드 레코드에 의해 바이닐 LP로 발매되었다. 2001년에 이 음반은 CD로 발매되었다. 2016년 7월 17일과 18일, 공연 모두 녹음된 《Live! Deluxe Edition》라는 3개의 디스크 릴리즈가 축음기 음반과 CD 형태로 발매되었다.

## 곡 목록
| #  | 제목                                | 작사·작곡            | 재생 시간 |
| -- | ----------------------------------- | -------------------- | --------- |
| 1. | 〈Trenchtown Rock〉                 | 밥 말리              | 4:23      |
| 2. | 〈Burnin' and Lootin'〉             | 밥 말리              | 5:11      |
| 3. | 〈Them Belly Full (But We Hungry)〉 | 리언 코길, 칼튼 바렛 | 4:36      |
| 4. | 〈Lively Up Yourself〉              | 밥 말리              | 4:33      |

| #  | 제목                   | 작사·작곡          | 재생 시간 |
| -- | ---------------------- | ------------------ | --------- |
| 5. | 〈No Woman, No Cry〉   | 빈센트 포드        | 7:07      |
| 6. | 〈I Shot the Sheriff〉 | 밥 말리            | 5:18      |
| 7. | 〈Get Up, Stand Up〉   | 밥 말리, 피터 토시 | 6:28      |

## 인증
| 국가                                                  | 인증     | 판매량/출하량 |
| ----------------------------------------------------- | -------- | ------------- |
| 오스트리아 (IFPI 오스트리아)                          | 골드     | 25,000*       |
| 프랑스 (SNEP)                                         | 골드     | 100,000*      |
| 독일 (BVMI)                                           | 골드     | 250,000^      |
| 네덜란드 (NVPI)                                       | 플래티넘 | 100,000^      |
| 스위스 (IFPI 스위스)                                  | 골드     | 25,000^       |
| 영국 (BPI)                                            | 실버     | 60,000^       |
| 미국 (RIAA)                                           | 골드     | 500,000^      |
| *판매량을 기반으로 한 인증 ^출하량을 기반으로 한 인증 |          |               |